# Jean-Yves Daniel-Lesur
Jean-Yves Daniel-Lesur (Parigi, 19 novembre 1908 – Puteaux, 2 luglio 2002) è stato un compositore e organista francese.

## Biografia
Figlio della compositrice Alice Lesur studiò al Conservatoire de Paris armonia con Jean Gallon e contrappunto con Georges Caussade. Fu inoltre allievo di Charles Tournemire nello studio di organo e composizione organistica, e di Armand Ferté per il pianoforte.
Dal 1927 al 1937 fu assistente dello stesso Tournemire presso la Église de Sainte-Clotilde.
Dal 1937 al 1944 divenne a sua volta organista presso l'abbazia benedettina di Sainte-Marie. Fin dal 1935 insegnava contrappunto presso la locale Schola Cantorum. 
Nel 1936 insieme ad Yves Baudrier, André Jolivet ed Olivier Messiaen fondò il Groupe Jeune-France, gruppo di musicisti che si poneva in opposizione all'imperante  Neoclassicismo e in favore di uno stile compositivo più espressivo e moderno.
Dal 1957 al 1961 fu direttore della Schola Cantorum. All'inizio degli anni settanta fu inoltre Ispettore generale per la musica nel Ministero della pubblica istruzione francese, e codirettore dell'Opéra national de Paris dal 1971 al 1973.

## Opere
Daniel-Lesur compose opere liriche, balletti, composizioni organistiche, brani corali e Lieder.
- In paradisum
- La vie intérieure
- Hymnes
- Passacaille per pianoforte e orchestra, 1937
- Variations per pianoforte e orchestra d'archi, 1943
- L'Annonciation, oratorio, 1951
- Le Cantique des Cantiques, cantata, 1953
- Messe du Jubilé per coro e organo
- Cantique des Colonnes, cantata da un poema di Paul Valéry, 1954-57
- Le Bal du destin, balletto, 1954
- Andrea del Sarto opera lirica in 2 atti su libretto di Alfred de Musset, 1969 al Opéra municipal de Marseille diretta da Serge Baudo
- Metaforen, balletto, 1966
- L'Enfant et le monstre, balletto, 1968
- Un jour, un enfant, balletto, 1969
- Ondine, Opera da Jean Giraudoux, 1981
- La Reine morte, Opera su libretto di Henry de Montherlant
- Dialogues dans la Nuit, cantata su testi di Claude Roy, 1988
- Encore un Instant de Bonheur, cantata, 1989
- La Nuit Rêve, Cantata su testi di Henry de Montherlant, 1994
- Fantaisie concertante, 1994
- Symphonie d'Ombre et de Lumière
- Symphonie de Danses